# 布薩尼湖
55°20′30″N 113°30′42″E / 55.34167°N 113.51167°E
布薩尼湖（俄语：Бусани），是俄羅斯的湖泊，位於該國南部，由布里亞特共和國負責管轄，湖底長滿藻類，長12公里、寬8.5公里，面積36.8平方公里，最大水深10米。